# Lista de reis francos
O Reino Franco foi governado por duas dinastias principals, os merovíngios (que estabeleceram o reino) e os posteriores carolíngios. Uma "linha do tempo" dos governantes francos é problemática porque o reino era, de acordo com uma antiga prática germânica, freqüentemente dividido entre os filhos de um líder na sua morte e eventualmente reunificado. Para explicações mais detalhadas, veja o artigo sobre os francos.

## Reis Merovíngios
- Faramundo - há dúvidas sobre se foi rei[1]
- Clódio, 430, por 20 anos[1]
- Meroveu, 450, por 8 anos[1]
- Quilderico I, 458, por 23 anos
- Clóvis I, 481, tornou-se cristão em 495, reinou por 30 anos[1]

Com a morte de Clóvis, o reino foi dividido entre seus quatro filhos. Teodorico (Thierry, em francês) recebeu Metz, Clodomiro recebeu Orleães, Quildeberto Paris e Clotário Soissons.
| Soissons           | Paris                                        | Orleães                                                          | Reims                                                                                  |
| Clotário I 511-561 | - Quildeberto I 511-558 - Clotário I 558-561 | - Clodomiro 511-524 - Quildeberto I 524-558 - Clotário I 558-561 | - Teodorico I 511-534 - Teodeberto I 534-548 - Teodebaldo 548-555 - Clotário I 555-561 |

Clotário I (de Soissons) finalmente tomou o controle dos outros três reinos após a morte de seus irmãos (ou dos sucessores destes). Após sua própria morte, mais uma vez o reino foi dividido, entre seus quatro filhos:
| Soissons (Nêustria)                                                                   | Paris                                                              | Orleães (Borgonha)                                                                   | Metz (Austrásia)                                                                                                 |
| ------------------------------------------------------------------------------------- | ------------------------------------------------------------------ | ------------------------------------------------------------------------------------ | --- |
| - Quilperico I 561-575 - Sigeberto I 575 - Quilperico I 575-584 - Clotário II 584-629 | - Cariberto I 561-567 - Quilperico I 567-584 - Clotário II 584-629 | - Gontrão 561-592 - Quildeberto II 592-595 - Teodorico II 595-613 - Sigeberto II 613 | - Sigeberto I 561-575 - Quildeberto II 575-595 - Teodeberto II 595-612 - Teodorico II 612-613 - Sigeberto II 613 |
| - Clotário II 584-629                                                                 |                                                                    |                                                                                      | |

Clotário II derrotou Brunilda e sua descendência e reunificou o reino. No entanto, em 623 ele criou o sub-reino da Austrásia, na tentativa de apaziguar as forças da nobreza e também para proteger as fronteiras. Seu filho e sucessor Dagoberto I seguiu este caminho apontando sub-reis para a Aquitânia em 629 e para a Austrásia em 634.
| Nêustria e Borgonha                         | Aquitânia                                                                           | Austrásia                                     |
| ------------------------------------------- | ----------------------------------------------------------------------------------- | --------------------------------------------- |
| - Clotário II 584-629 - Dagoberto I 629-639 | - Clotário II 584-629 - Cariberto II 629-632 - Quilperico 632 - Dagoberto I 632-639 | - Dagoberto I 623-634 - Sigeberto III 634-656 |

| - Clóvis II 639-658 - Clotário III 658-673 - Teodorico III 673 - Quilderico II 673-675 - Teodorico III 675-691 | - Sigeberto III 634-656 - Quildeberto, o Adotado 656-661 - Clotário III 661-662 - Quilderico II 662-675 - Clóvis III 675-676 - Dagoberto II 676-679 |
| - Teodorico III 675-691                                                                                        | |
| - Clóvis IV 691-695                                                                                            | |
| - Quildeberto III 695-711 (o Justo)                                                                            | |
| - Dagoberto III 711-715                                                                                        | |

| - Quilperico II 715-721 (Daniel) | - Quilperico II 715-717 (Daniel) - Clotário IV 717-720 - Quilperico II 720-721 (Daniel) |
| - Teodorico IV 720-737           |                                                                                         |
| - interregno 737-743             |                                                                                         |
| - Quilderico III 743-751         |                                                                                         |

## Dinastia carolíngia
Os carolíngios eram inicialmente prefeitos do palácio sob os reis merovíngios no sub-reino da Austrásia e depois no reino franco reunificado:
- Pepino de Landen (o Velho), prefeito do palácio da Austrásia 623-629, 639-640
- Ansegisel, prefeito do palácio da Austrásia 629-639
- Grimoaldo o Velho, filho de Pepino de Landen, prefeito do palácio da Austrásia 643-657
- Pepino de Herstal, filho de Ansegisel, prefeito do palácio da Austrásia 679-714, a partir de 688 como Duque e Príncipe dos Francos, governante de facto de todo o reino
- Carlos Martel, prefeito do palácio da Austrásia 717-741, a partir de 718 de todo o reino
- Carlomano, prefeito do palácio da Austrásia 741-747
- Pepino o Breve, prefeito do palácio da Nêustria 741-751, a partir de 747 também prefeito do palácio da Austrásia

Quando Pepino o Breve se tornou rei, os carolíngios sucederam a dinastia merovíngia:
- Pepino o Breve 751-768
- Carlos Magno 768-814 (inicialmente apenas na Nêustria, Aquitânia e norte da Austrásia)
- Carlomano I 768-771 (Borgonha, Alamânia e sul da Austrásia)
- Luís I o Piedoso 814-840
- Lotário I 817-855 (até 840 sob seu pai)

O reino franco foi então dividido pelo Tratado de Verdun em 843 entre os filhos de Luís o Piedoso. A tabela seguinte lista apenas os governantes das três subdivisões, que são os núcleos dos futuros reinos da França e da Alemanha, excluindo-se a Itália.
| Reino ocidental (finalmente a França) | Reino central (Lotaríngia) | Reino oriental (finalmente Alemanha) |
| --- | --- | --- |
| Nomes sinalizados com * não eram carolíngios, mas ainda relacionados distantemente à dinastia. - Carlos o Calvo (823-877), 843-877, Imperador 875 - Luís o Gago (846-879), 877-879 - Luís III (863-882), 879-882, juntamente com - Carlomano (morto em 884), 879-884 - Carlos o Gordo 884-888, reino oriental 876-887, Imperador 881 - Odo I de Paris (morto em 898), * 888-898 - Carlos III (879-929), 898-922 - Roberto I (865-923), * 922-923 - Raul I * 923-936 - Luís IV (914-984), 936-954 - Lotário 954-986 - Luís V, 986-987 A partir daí, a Dinastia Capetiana governou a França. Para a continuação, ver Lista de reis de França. | - Lotário I (795-855), 817-855, Imperador 840 Após a morte de Lotário em 855, seu reino foi dividido entre seus filhos: - Luís II 855-875, o filho mais velho, sucedeu seu pai como Imperador e recebeu a Itália. Para continuação, ver Lista de reis da Itália. - Lotário II 855-869, o segundo filho, recebeu as partes francas do reino de seu pai, que depois dele foram chamadas de Lotaríngia. - Carlos 855-863, recebeu a Borgonha. Para continuação, ver Lista de reis da Borgonha. Reis da Lotaríngia Lotário II 855-869 - Carlos o Calvo (823-877), 869-877 Carlos o Calvo reivindicou a Lotaríngia após a morte de seu sobrinho e foi coroado rei em Metz, mas seu irmão Luís o Germânico se opôs à sua reivindicação e em 870 o Tratado de Meersen dividiu a Lotaríngia entre os dois irmão e subseqüentemente entre seus filhos. Em 880, o Tratado de Ribemont concedeu toda a Lotaríngia a Luís o Moço, filho de Luís o Germânico. - Luís o Moço 880-882 - Carlos o Gordo 882-887 - Arnulfo da Caríntia 887-895 - Zventiboldo (870/1-900), filho ilegítimo de Arnulfo da Caríntia, 895-900 - Luís o Jovem (893-911), 900-911 - Carlos o Simples (879-929), 911-922 A partir daí a Lotaríngia foi permanentemente incluída ao reino oriental e ao Sacro Império Romano-Germânico. Para continuação, ver Lista de monarcas germânicos. | - Luís o Germânico (804-876), 843-876 - Luís o Moço 876-882 (Frância Oriental, Saxônia, Turíngia, depois também Baviera) - Carlomano da Baviera (830-880), 876-880 (Baviera) - Carlos o Gordo, 876-887 (Alemânia e Récia, depois toda a Frância Oriental), Imperador 881 - Arnulfo da Caríntia, 887-899, Imperador 896 - Luís o Jovem (893-911), 899-911 A partir daí, Conrado da Francônia governou no período 911-918, e foi seguido pela dinastia otônida saxã. Estes eventos são geralmente considerados como o começo do Reino da Alemanha e do Sacro Império Romano-Germânico. Para continuação, ver Lista de monarcas germânicos. |

## Leitura complementar
- A história da França como contada nas Grandes Chroniques de France, e particularmente na cópia pessoal produzida para o rei Carlos V entre 1370 e 1380 e que é a saga das três grandes dinastias, a merovíngia, a carolíngia e a capetiana, que moldaram as instituições e as fronteiras do reino. Este documento foi produzido e provavelmente encomendado durante a Guerra dos Cem Anos, uma disputa dinástica entre os governantes da França e da Inglaterra com reivindicações rivais ao trono francês. Este documento então deve ser lido e considerado cuidadosamente como fonte, devido às influências inerentes no contexto de suas origens.
- A História da França Ilustrada de Cambridge - Jornal da Universidade de Cambridge
- The Origins of France: Clovis to the Capetians 500-1000 (As Origens da França: de Clóvis aos Capetianos 500-1000), de Edward James ISBN 0-333-27052-5
- Late Merovingian France: History and Hagiography, 640-720 (França Merovíngia Final: História e Hagiografia) (Manchester Medieval Sources); Paul Fouracre (Editor), Richard A. Gerberding (Editor) ISBN 0-7190-4791-9
- Britannica Concise Encyclopedia: Merovingian Dynasty.
- Medieval France: An Encyclopedia (França Medieval: Uma Enciclopédia) eds. W. Kibler e G. Zinn. Nova York: Garland Publishing, 1995.